# Zlatý pohár CONCACAF
Zlatý pohár CONCACAF (anglicky CONCACAF Gold Cup), nebo také Mistrovství Severní, Střední Ameriky a Karibiku ve fotbale, je fotbalová soutěž národních týmů Severní, Střední Ameriky a Karibiku pořádaná pod hlavičkou asociace CONCACAF. Soutěž vznikla v roce 1963 pod názvem Mistrovství ve fotbale zemí CONCACAF a pod názvem Zlatý pohár se hraje od roku 1991.

## Formát soutěže
Zlatý pohár je soutěží, která je rozdělena na dvě části: nejprve kvalifikační část a poté hlavní turnaj.

### Kvalifikace
Systém kvalifikace se v historii mnohokrát měnil v závislosti na počtu účastníků hlavního turnaje.

#### Systém kvalifikace do roku 2017
Turnaje v roce 2017 se účastnilo 12 národních týmů. Ty se kvalifikovaly následovně:
- 3 týmy ze Severoamerické zóny – kvalifikováni automaticky (Kanada, USA, Mexiko),
- 4 týmy ze Středoamerické zóny – kvalifikováni přes Středoamerický pohár,
- 4 týmy z Karibské zóny – kvalifikováni přes Karibský pohár,
- 1 tým jako vítěz baráže mezi týmy na pátých místech Středoamerického a Karibského poháru.

#### Systém kvalifikace pro ročník 2019
Kvalifikační systém doznal pro ročník 2019 změn a také skončilo rozdělování na středoamerickou a karibskou zónu. Mezi 16 týmů hlavního turnaje se 6 kvalifikovalo napřímo jako země, které se zúčastnily „Hexagonalu“ – poslední, páté fáze kvalifikace na Mistrovství světa ve fotbale 2018. Zbylých 10 míst bylo připraveno pro týmy, které si účast vybojovaly v kvalifikaci Ligy národů CONCACAF 2019/20.

#### Systém kvalifikace pro ročník 2021
Poslední změnou bylo zahrnutí výsledků Ligy národů CONCACAF jako možnosti přímého postupu do hlavního turnaje. 
Z Ligy národů CONCACAF postupují:
- vítězové skupin Ligy A (4 týmy)
- týmy na druhých místech ve skupinách Ligy A (4 týmy)
- vítězové skupin Ligy B (4 týmy)

O zbylá 4 místa se bojuje v kvalifikačním turnaji, do kterého postupují na základě výsledků v Lize národů:
- týmy ze třetích míst skupin Ligy A (4 týmy)
- týmy ze druhých míst skupin Ligy B (4 týmy)
- vítězové skupin Ligy C (4 týmy)

Pro ročníky 2021 a 2023 byla kvalifikace změněna pozváním týmu Kataru: z kvalifikačního turnaje tedy postupují jen 3 týmy namísto 4.

### Hlavní turnaj
Hlavní turnaj se hraje nejprve jako skupinová fáze. V ní je 16 účastníků rozděleno do 4 skupin po 4 účastnících, kteří hrají zápasy každý s každým. Vítězové skupin a týmy na 2. místech pak postupují do vyřazovací fáze – čtvrtfinále, semifinále a finále. Zápas o 3. místo se nehraje.

#### Systém hlavního turnaje
| Rok       | Počet týmů | Počet zápasů | Skupinová fáze                                                     | Vyřazovací fáze |
| --------- | ---------- | ------------ | ------------------------------------------------------------------ | --- |
| 1991–1993 | 8          | 16           | 2 skupiny po 4 týmech: 12 zápasů                                   | vyřazovací fáze se 4 týmy (vítězové skupin proti týmům na 2. místech): 4 zápasy                                                                       |
| 1996      | 9          | 13           | 3 skupiny po 3 týmech: 9 zápasů                                    | vyřazovací fáze 4 týmů (vítězové skupin a nejlepší tým ze 2. místa): 4 zápasy                                                                         |
| 1998      | 10         | 16           | 3 skupiny (1 skupina se 4 týmy a 2 skupiny po 3 týmech): 12 zápasů | vyřazovací fáze 4 týmů (vítězové skupin a nejlepší tým ze 2. místa): 4 zápasy                                                                         |
| 2000      | 12         | 19           | 4 skupiny po 3 týmech: 12 zápasů                                   | vyřazovací fáze 8 týmů (vítězové skupin a týmy na 2. místech): 7-8 zápasů (podle toho, zda se odehrál zápas o bronz)                                  |
| 2002–2003 | 12         | 20           | 4 skupiny po 3 týmech: 12 zápasů                                   | vyřazovací fáze 8 týmů (vítězové skupin a týmy na 2. místech): 7-8 zápasů (podle toho, zda se odehrál zápas o bronz)                                  |
| 2005–2013 | 12         | 25           | 3 skupiny po 4 týmech: 18 zápasů                                   | vyřazovací fáze 8 týmů (vítězové skupin, týmy na druhých místech a 2 nejlepší týmy ze 3. míst): 7-8 zápasů (podle toho, zda se odehrál zápas o bronz) |
| 2015      | 12         | 26           | 3 skupiny po 4 týmech: 18 zápasů                                   | vyřazovací fáze 8 týmů (vítězové skupin, týmy na druhých místech a 2 nejlepší týmy ze 3. míst): 7-8 zápasů (podle toho, zda se odehrál zápas o bronz) |
| 2017      | 12         | 25           | 3 skupiny po 4 týmech: 18 zápasů                                   | vyřazovací fáze 8 týmů (vítězové skupin, týmy na druhých místech a 2 nejlepší týmy ze 3. míst): 7-8 zápasů (podle toho, zda se odehrál zápas o bronz) |
| 2019–2023 | 16         | 31           | 4 skupiny po 4 týmech: 24 zápasů                                   | vyřazovací fáze 8 týmů (vítězové skupin, týmy na druhých místech): 7 zápasů (zápas o bronz se nehraje)                                                |

## Výsledky jednotlivých ročníků

### Mistrovství ve fotbale zemí CONCACAF
| Mistrovství zemí CONCACAF | Mistrovství zemí CONCACAF | Mistrovství zemí CONCACAF | Mistrovství zemí CONCACAF          | Mistrovství zemí CONCACAF          | Mistrovství zemí CONCACAF          | Mistrovství zemí CONCACAF          |
| Ročník                    | Hostitel                  |                           | Konečné pořadí ve finálové skupině | Konečné pořadí ve finálové skupině | Konečné pořadí ve finálové skupině | Konečné pořadí ve finálové skupině |
| Ročník                    | Hostitel                  | Vítěz                     | 2. místo                           | 3. místo                           | 4. místo                           |                                    |
| ------------------------- | ------------------------- | ------------------------- | ---------------------------------- | ---------------------------------- | ---------------------------------- | ---------------------------------- |
| 1963 Detaily              | Salvador                  | Kostarika                 | Salvador                           | Nizozemské Antily                  | Honduras                           |                                    |
| 1965 Detaily              | Guatemala                 | Mexiko                    | Guatemala                          | Kostarika                          | Salvador                           |                                    |
| 1967 Detaily              | Honduras                  | Guatemala                 | Mexiko                             | Honduras                           | Trinidad a Tobago                  |                                    |
| 1969 Detaily              | Kostarika                 | Kostarika                 | Guatemala                          | Nizozemské Antily                  | Mexiko                             |                                    |
| 1971 Detaily              | Trinidad a Tobago         | Mexiko                    | Haiti                              | Kostarika                          | Kuba                               |                                    |
| 1973 Detaily (1)          | Haiti                     | Haiti                     | Trinidad a Tobago                  | Mexiko                             | Honduras                           |                                    |
| 1977 Detaily (1)          | Mexiko                    | Mexiko                    | Haiti                              | Salvador                           | Kanada                             |                                    |
| 1981 Detaily (1)          | Honduras                  | Honduras                  | Salvador                           | Mexiko                             | Kanada                             |                                    |
| 1985 Detaily (1)          | Bez pořadatele            | Kanada                    | Honduras                           | Kostarika                          | Salvador                           |                                    |
| 1989 Detaily (1)          | Bez pořadatele            | Kostarika                 | USA                                | Trinidad a Tobago                  | Guatemala                          |                                    |

Poznámky

### Zlatý pohár CONCACAF
Pozvané týmy jsou napsány kurzívou.
| Zlatý pohár CONCACAF | Zlatý pohár CONCACAF  | Zlatý pohár CONCACAF | Zlatý pohár CONCACAF | Zlatý pohár CONCACAF | Zlatý pohár CONCACAF   | Zlatý pohár CONCACAF | Zlatý pohár CONCACAF | Zlatý pohár CONCACAF | Zlatý pohár CONCACAF |
| -------------------- | --------------------- | -------------------- | -------------------- | -------------------- | ---------------------- | -------------------- | -------------------- | -------------------- | -------------------- |
| Ročník               | Hostitel              |                      | Finále               | Finále               | Finále                 |                      | O 3. místo           | O 3. místo           | O 3. místo           |
| Ročník               | Hostitel              | Vítěz                | Skóre                | 2. místo             | 3. místo               | Skóre                | 4. místo             |                      |                      |
| 1991 Detaily         | USA                   | USA                  | 0–0 (4-3) pen.       | Honduras             | Mexiko                 | 2–0                  | Kostarika            |                      |                      |
| 1993 Detaily         | USA Mexiko            | Mexiko               | 4–0                  | USA                  | Kostarika Jamajka      | 1-1 p(2)             |                      |                      |                      |
| 1996 Detaily         | USA                   | Mexiko               | 2–0                  | Brazílie             | USA                    | 3–0                  | Guatemala            |                      |                      |
| 1998 Detaily         | USA                   | Mexiko               | 1-0                  | USA                  | Brazílie               | 1-0                  | Jamajka              |                      |                      |
| 2000 Detaily         | USA                   | Kanada               | 2–0                  | Kolumbie             | Peru Trinidad a Tobago | n/a (3)              |                      |                      |                      |
| 2002 Detaily         | USA                   | USA                  | 2–0                  | Kostarika            | Kanada                 | 2–1                  | Jižní Korea          |                      |                      |
| 2003 Detaily         | USA Mexiko            | Mexiko               | 1-0 p                | Brazílie             | USA                    | 3–2                  | Kostarika            |                      |                      |
| 2005 Detaily         | USA                   | USA                  | 0–0 (3-1) pen.       | Panama               | Kolumbie Honduras      | n/a (3)              |                      |                      |                      |
| 2007 Detaily         | USA                   | USA                  | 2–1                  | Mexiko               | Kanada Guadeloupe      | n/a (3)              |                      |                      |                      |
| 2009 Detaily         | USA                   | Mexiko               | 5–0                  | USA                  | Kostarika Honduras     | n/a (3)              |                      |                      |                      |
| 2011 Detaily         | USA                   | Mexiko               | 4–2                  | USA                  | Panama Honduras        | n/a (3)              |                      |                      |                      |
| 2013 Detaily         | USA                   | USA                  | 1–0                  | Panama               | Mexiko Honduras        | n/a (3)              |                      |                      |                      |
| 2015 Detaily         | USA Kanada            | Mexiko               | 3-1                  | Jamajka              | Panama                 | 1-1 (3-2)pen.        | USA                  |                      |                      |
| 2017 Detaily         | USA                   | USA                  | 2-1                  | Jamajka              | Kostarika Mexiko       | n/a (3)              |                      |                      |                      |
| 2019 Detaily         | USA Kostarika Jamajka | Mexiko               | 1-0                  | USA                  | Haiti Jamajka          | n/a (3)              |                      |                      |                      |
| 2021 Detaily         | USA                   | USA                  | 1-0 p                | Mexiko               | Kanada Katar           | n/a (3)              |                      |                      |                      |
| 2023 Detaily         | USA Kanada            | Mexiko               | 1-0                  | Panama               | USA Jamajka            | n/a (3)              |                      |                      |                      |
| 2025 Detaily         | USA Kanada            | Mexiko               | 2-1                  | USA                  | Guatemala Honduras     | n/a (3)              |                      |                      |                      |

Poznámky

## Nejúspěšnější týmy Zlatého poháru
| Tým       | Zlatá medaile                                                    | Stříbrná medaile                        |
| --------- | ---------------------------------------------------------------- | --------------------------------------- |
| Mexiko    | 10× (1993, 1996, 1998, 2003, 2009, 2011, 2015, 2019, 2023, 2025) | 2× (2007, 2021)                         |
| USA       | 7× (1991, 2002, 2005, 2007, 2013, 2017, 2021)                    | 5× (1993, 1998, 2009, 2011, 2019, 2025) |
| Kanada    | 1× (2000)                                                        | –                                       |
| Panama    | –                                                                | 3× (2005, 2013, 2023)                   |
| Brazílie  | –                                                                | 2× (1996, 2003)                         |
| Jamajka   | –                                                                | 2× (2015, 2017)                         |
| Kostarika | –                                                                | 1× (2002)                               |
| Kolumbie  | –                                                                | 1× (2000)                               |
| Honduras  | –                                                                | 1× (1991)                               |